# Clubul Sportiv Municipal București
Il Clubul Sportiv Municipal București, meglio noto come CSM Bucarest, è una società polisportiva rumena con sede nella capitale Bucarest. Fondata nel 2007, ha 14 sezioni che gestiscono le varie discipline.

## Storia
La società polisportiva venne fondata nel 2007 dal Consiglio Generale di Bucarest. Tra le varie sezioni, quelle che hanno portato i maggiori successi alla polisportiva sono la pallamano, la pallavolo e il rugby. In particolare, oltre a vittorie nei campionati nazionali (quattro di fila per la sezione femminile di pallamano) e nelle coppe nazionali, queste sezioni si sono distinte anche nelle competizioni europee: la sezione femminile di pallavolo ha conquistato la CEV Challenge Cup nella stagione 2015-2016, la sezione femminile di pallamano ha conquistato la EHF Champions League nella stagione 2015-2016, la sezione maschile di pallamano ha conquistato la EHF Challenge Cup nella stagione 2018-2019.

## Sezioni
Di seguito è presente l'elenco delle discipline amministrate dalla polisportiva CSM Bucarest:
- Atletica leggera
- Canoa
- Danza sportiva
- Judo
- Motociclismo
- Nuoto
- Pallacanestro
- Pallamano, con le sezioni femminile e maschile
- Pallavolo, con le sezioni femminile e maschile
- Rugby a 15[5]
- Scacchi
- Scrabble & Go
- Tennis
- Yachting